# 武訪疇
武訪疇（1801年—1876年），字受之，号芝田，山西崞县（今原平市）人。清朝官员，官至中议大夫、陕西延榆绥兵道、加盐运使衔。

## 生平
武访畴10岁丧父。在母亲抚养下，武访畴20岁时中秀才，31岁时中举人，32岁时中进士。曾先后出任陕西清涧、米脂、镇安、渭南、临潼、咸宁、长安等县的知县，因政绩出众升为同知，后任凤翔、汉中、潼州、西安知府。武访畴官至中议大夫、陕西延榆绥兵道、加盐运使衔。武访畴在地方任职时，为官清正，百姓拥护。丁母忧后，武决定辞官不仕。晚年在汾州西河书院讲学十年。

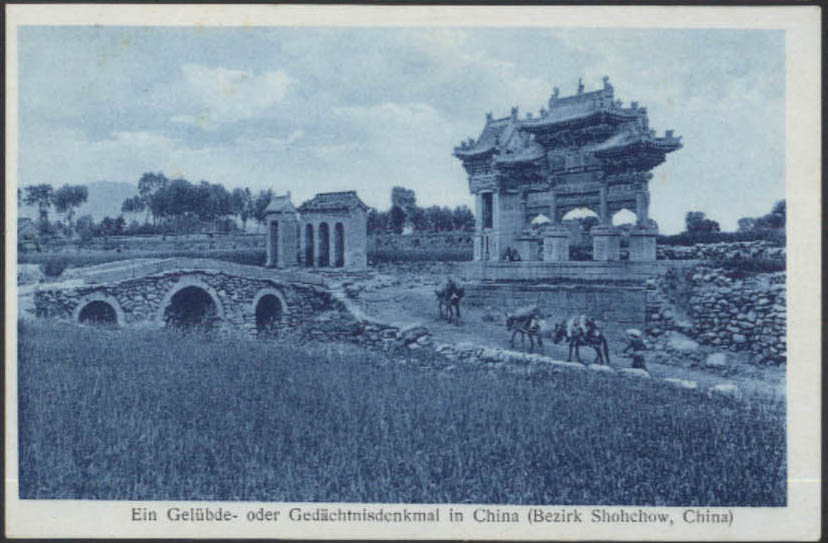
位于原平市城西阳武村的朱氏牌楼

## 家族
父武烈。母朱氏，丧夫后一直守节，没有改嫁。朱氏抚养了幼年的武访畴，还劝导他做一个清官。道光十五年时，皇帝下旨表彰朱氏，在今原平市城西阳武村修建了朱氏牌楼，今为山西省文物保护单位。